# Parafia św. Anny w Gródku
Parafia św. Anny w Gródku – parafia rzymskokatolicka z siedzibą w Gródku, znajdująca się w dekanacie Łaszczów, w diecezji zamojsko-lubaczowskiej.
Parafia została erygowana 13 czerwca 1420. Liczba wiernych: 3000.
Do parafii należą wierni z następujących miejscowości: Gródek, Gródek-Kolonia, Hopkie, Łubcze, Nedeżów, Parama, Szlatyn, Typin, Wierszczyca, Wola Gródecka-Kolonia, Wola Gródecka.

## Historia[3]
Parafia została erygowana 13 czerwca 1420 roku przez biskupa chełmskiego Jana Biskupca. W okresie przynależności do diecezji chełmskiej wchodziła w skład dekanatu Grabowiec, a jej terytorium obejmowało m.in. obecną parafię w Podhorcach. Z pierwotnego uposażenia pozostało 14 ha ziemi i łąk.
W okresie II wojny światowej parafianie padli ofiarą eksterminacji i wysiedleń w ramach działań na Zamojszczyźnie—proboszcz został przymusowo wysiedlony, a kościół zamknięto.
Do 1875 roku funkcjonowało na tym terenie siedem cerkwi unickich, które po kasacie unii przekształcono w cerkwie prawosławne – większość z nich uległa zniszczeniu podczas II wojny światowej. W okresie międzywojennym około połowa mieszkańców (ok. 50 %) była wyznania prawosławnego, dziś w parafii pozostaje jedynie kilka osób tej religii.

## Świątynie i kaplice

### Kościół parafialny
Pierwszy drewniany kościół (1409–1654) – ufundowany przez miejscowych dziedziców, poświęcony w 1420 roku; zniszczony w 1654 roku.
Drugi drewniany kościół pw. Wniebowzięcia NMP (1666–1717) – wzniesiony staraniem ks. Gabriela Piekarskiego, groził zawaleniem już w 1717 roku.
Trzeci drewniany kościół (przed 1726) – budowany przez ks. Łukasza Rudkowskiego, posiadał wieżę.
Obecny kościół klasycystyczny – murowany, ukończony między 1840 a 1846 rokiem. Trzynawowa bazylika, prezbiterium zwrócone na północ, z dwoma zakrystiami, skarbcem i lożą kolatorską. Wybudowany z cegły, otynkowany.

### Kapliczki i dzwonnica
Przy kościele stoi dzwonnica z dwoma dzwonami z 1949 roku. Wokół znajdują się także zabytkowe pomniki oraz drewniane kapliczki – przydrożna w Gródku i na cmentarzu.

## Wyposażenie wnętrza[3][8]
- Ołtarz główny (1900): późnobarokowy, z obrazem NMP Niepokalanie Poczętej (XVII/XVIII w.) oraz XVIII‑wieczną rokokową metalową osłoną (odnowioną w 1973) .
- Ołtarze boczne (ok. 1900): lewy – obraz Św. Trójcy (XVIII w.), prawy – Św. Anna Samotrzeć (XII‑XVII w.) .
- Trzeci boczny ołtarz: powstał po 1945 roku z połączenia elementów starszych i nowych (m.in. barokowe rzeźby aniołów) .
- Ambona eklektyczna (XIX–XX w.), chrzcielnica klasycystyczna (ok. poł. XIX w.) diecezja.zamojskolubaczowska.pl+15diecezja.zamojskolubaczowska.pl+15ojs.academicon.pl+15.
- Organy z 1854 roku, przebudowane w 1904 i remontowane w 1954 oraz 1999 .

- Epitafia: m.in. marmurowa płyta ku czci Julii, Adama i Marii Rakowskich (zm. 1841–1849), ufundowana przez Tytusa Rakowskiego .

## Cmentarze parafialne[6]
Przykościelny cmentarz grzebalny – założony w I połowie XIX wieku, obecnie nieczynny.
Cmentarz prawosławny w Nedeżowie – greckokatolicki, założony ok. 1875 roku, używany do II wojny światowej, ok. 0,09 ha.
Cmentarz rzymskokatolicki – czynny, założony na początku XIX wieku, o powierzchni 1,4 ha, podzielony na kwatery i ogrodzony.
Cmentarz prawosławny w Szlatynie – powstał w XIX wieku, użytkowany do 1946 roku, miał kształt litery L. 
Na cmentarzu parafialnym pochowani są między innymi ks. Edward Śliwiński (zm. 1919) oraz ks. Piotr Kurowski (zm. 1990).